# زقين لين
زقين لين (الاسم العلمي:Diascia mollis) هو نوع من النباتات يتبع جنس الزقين من الفصيلة الغدبية.